# 巴略苏沙蒂永
巴略苏沙蒂永（法語：Baslieux-sous-Châtillon，法語發音：[baljø su ʃatijɔ̃]，意为“沙蒂永下方的巴略”）是法国马恩省的一个市镇，位于该省西部，属于兰斯区。

## 地理
巴略苏沙蒂永（49°7'22"N, 3°47'57"E）面积5.88 平方千米，位于法国大東部大區马恩省，该省份为法国东北部内陆省份，北起阿登省，西北接埃纳省，西南接塞纳-马恩省，南至奥布省，东南接上马恩省，东临默兹省。
与巴略苏沙蒂永接壤的市镇（或旧市镇、城区）包括：拉讷维尔欧拉里、马恩河畔沙蒂永、屈什里、屈勒、容克里、克尔德拉瓦莱。

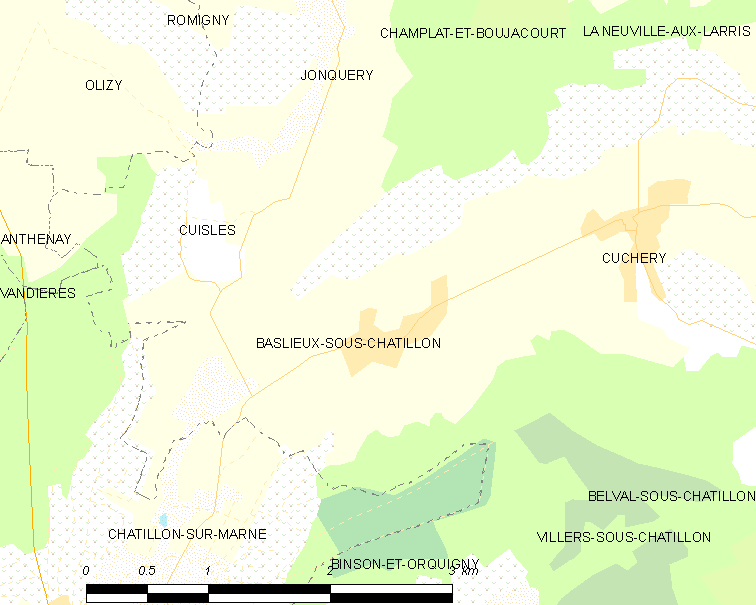
巴略苏沙蒂永的OSM定位图

巴略苏沙蒂永的时区为UTC+01:00、UTC+02:00（夏令时）。

## 行政
巴略苏沙蒂永的邮政编码为51700，INSEE市镇编码为51038。

## 政治
巴略苏沙蒂永所属的省级选区为多尔芒-香槟景县。

## 人口

1962-2008年间巴略苏沙蒂永人口变化图示

巴略苏沙蒂永于2022年1月1日时的人口数量为175人。